# Magyar Kupa 2010-2011
La Magyar Kupa 2010-2011 è stata la 71ª edizione della manifestazione calcistica. È iniziata il 7 agosto 2010 e si è conclusa il 17 maggio 2011.

## Ottavi di finale
| Squadra 1    | Totale      | Squadra 2    | Andata | Ritorno |
| ------------ | ----------- | ------------ | ------ | ------- |
| Eger         | 0 - 10      | Honvéd       | 0 - 3  | 0 - 7   |
| MTK Budapest | 1 - 1 (gfc) | Győri ETO    | 0 - 0  | 1 - 1   |
| Lombard Pápa | 2 - 6       | Újpest       | 1 - 3  | 1 - 3   |
| Videoton     | 6 - 1       | Haladás      | 3 - 0  | 3 - 1   |
| Vasas        | 0 - 9       | Zalaegerszeg | 0 - 6  | 0 - 3   |
| Debrecen     | 1 - 6       | Kecskemét    | 0 - 3  | 1 - 3   |
| Siófok       | 4 - 3       | Ferencváros  | 3 - 1  | 1 - 2   |
| Kaposvár     | 2 - 0       | Paks         | 1 - 0  | 1 - 0   |

## Quarti di finale
| Squadra 1    | Totale | Squadra 2    | Andata | Ritorno |
| ------------ | ------ | ------------ | ------ | ------- |
| MTK Budapest | 1 - 2  | Zalaegerszeg | 0 - 0  | 1 - 2   |
| Újpest       | 4 - 5  | Kaposvár     | 2 - 3  | 2 - 2   |
| Kecskemét    | 6 - 2  | Siófok       | 5 - 1  | 1 - 1   |
| Honvéd       | 1 - 5  | Videoton     | 1 - 1  | 0 - 4   |

## Semifinali
| Squadra 1 | Totale | Squadra 2    | Andata | Ritorno |
| --------- | ------ | ------------ | ------ | ------- |
| Kecskemét | 5 - 1  | Zalaegerszeg | 5 - 1  | 0 - 0   |
| Kaposvár  | 0 - 5  | Videoton     | 0 - 1  | 0 - 4   |

## Finale
| Squadra 1 | Risultato | Squadra 2 |
| --------- | --------- | --------- |
| Kecskemét | 3 - 2     | Videoton  |